# Automeris atrolimbata
Automeris atrolimbata é uma espécie de mariposa do gênero Automeris, da família Saturniidae.
Sua ocorrência foi registrada na Bolívia, Equador e Peru.